# 森田俊和
森田 俊和（もりた としかず、1974年（昭和49年）9月19日 - ）は、日本の政治家。立憲民主党所属の衆議院議員（3期）。元埼玉県議会議員（2期）。

## 来歴
埼玉県熊谷市生まれ。熊谷市立玉井小学校、熊谷市立玉井中学校、埼玉県立熊谷高等学校、早稲田大学政治経済学部政治学科を経て、1999年3月に早稲田大学大学院政治学研究科博士前期課程修了。同年4月に同博士課程後期（憲法専修）に進み、2005年3月に単位取得退学。9月からカナダ・マギル大学に1年間留学。
2003年4月、埼玉県議会議員選挙に北第7区（熊谷市、大里町、妻沼町）から無所属で立候補したが、23票の僅差で及ばず落選。2005年6月、介護事業を始め、訪問看護ステーションを開設。同年9月、第44回衆議院議員総選挙では自由民主党の選挙活動に携わった。
2007年4月、再び県議会議員選挙北第6区（熊谷市）に無所属で出馬し、得票数トップで当選した。同期当選に小野克典、小島進、野中厚、森岡洋一郎がいる。選挙戦では、埼玉12区の選出議員である小島敏男が応援に入った。当選後は自民党の会派に所属した。2011年4月の県議選には自民党公認で出馬し、再選された。
2012年の第46回衆議院議員総選挙に際し、埼玉12区から出馬するべく自民党の支部長公募に応募した。しかし森田は選に漏れ、同期当選の埼玉県議（加須市選出）である野中厚が公認を受けた。森田は自民党に離党届を提出し、無所属での出馬を表明した。離党届は受理されず、除名処分が下った。埼玉12区には野中、森田に加え、民主党前職の本多平直ら計6人が立候補したが、野中が当選し、森田は次点で落選した。
2014年の第47回衆議院議員総選挙では、当初維新の党からの出馬を目指していたが、維新の党が民主党と選挙協力していたことから公認を見送られた。そこで急遽次世代の党公認で埼玉12区から出馬したが、再び野中に敗れた。重複立候補した比例北関東ブロックでは惜敗率79.1%で党内1位だったものの、比例北関東ブロックにおいて次世代の党は議席を獲得出来なかったため、落選となった。
2015年6月、民主党選挙対策委員長の玄葉光一郎の誘いを受け、熊谷市から国会議員を送り出そうとする支援者の後押しもあり、民主党入党を決意。9月、民主党の埼玉県第12選挙区総支部長に就任し、次期衆議院議員総選挙での公認を受けた。前支部長の本多は、出身地の札幌市を選挙区に含む北海道4区へ転出した。11月の後援会懇談会には、玄葉、上田清司埼玉県知事、富岡清熊谷市長、小島敏男と増田敏男（いずれも自民党公認で埼玉12区から選出された元衆議院議員）が参加した。
2017年の第48回衆議院議員総選挙に際しては民進党からの出馬を予定していたが、9月27日、前原誠司代表が民進党を事実上解党し、希望の党に合流する方針を表明。これを受け、森田も希望の党に公認を申請し、10月3日、公認を受けた。選挙戦では現職の農林水産大臣政務官である野中をリードしているという報道もあったが、結局492票の僅差で野中に敗れ、重複立候補していた比例北関東ブロックで復活し、初当選した。
2018年5月7日、民進党・旧希望の党が合流し、結党した国民民主党に参加した。2020年9月15日、（旧）立憲民主党と国民民主党が合流して結成された立憲民主党に参加。選挙区内の保守層の支持を得るため所属政党色や野党共闘を前面に出さず、上田清司参議院議員との2連ポスターを掲示した。2021年の第49回衆議院議員総選挙では野中を破り、初めて選挙区での当選を果たした
。
2024年9月23日に実施された代表選挙では野田佳彦の推薦人に名を連ねた。
同年第50回衆議院議員総選挙で3選。

## 政策・主張
- 衆議院48期任期中は、主に内閣委員会、財政金融委員会、国土交通委員会、地方創生特別委員会、東日本大震災復興特別委員会に属した[30][31]。
- 衆議院49期当初は、内閣委員会（次席理事）[32][33]、地方創生に関する特別委員会[34]の委員である。
- 憲法を改正することに肯定的[35][36][37][38][39][40]。2013年発行の広報誌では、押し付け憲法論はとらず、環境権、プライバシー権、大規模災害対応のための緊急事態条項を盛り込む改正が必要、96条の変更は不要と記していた[41]。2017年の総選挙の候補者アンケートに対しては、改正すべき項目として二院制、地方自治、緊急事態条項、参議院議員通常選挙の合区の解消を挙げる[35][36]。2021年の総選挙前のアンケートでは、緊急事態条項に反対と回答[38]。憲法9条を改正することには否定的[42][35][38][39][43]。
- 非核三原則は堅持[35][36][37]、日本の核武装は将来にわたって検討すべきでなく[35][38]、核兵器禁止条約に批准すべき[39]。
- 日本の防衛力強化に肯定的[36][37][39][43]。集団的自衛権の行使に肯定的[42]。他国からの攻撃が予想される場合の敵基地攻撃能力保有について、2017年は否定的[36]、2021年は肯定的な回答[37][38]。
- 特定秘密保護法は必要[42]。
- 同性婚を法律で認めることに肯定的[36][38][39][44]。
- LGBT理解増進法の早期成立に肯定的[37]。
- 選択的夫婦別姓制度の導入に肯定的[37][38][39][43][44]。男性育児休業取得率目標は政府が掲げる2025年30％より引き上げるべき[38]。
- 緊急避妊薬（アフターピル）を入手しやすくすることに肯定的[43]。
- 組織犯罪処罰法の改正（共謀罪法案）に否定的[36]。治安のために個人の権利が制約されることに対して、2017年は否定的な回答[36]、2021年は肯定的な回答をしている[37]。
- 外国人労働者の受け入れを進めることに肯定的[36][37][38][43]。
- 日本と関係ない戦争に巻き込まれないようアメリカとの同盟関係強化に慎重な立場を取る[37][43]。米軍普天間基地の辺野古移設に否定的で[37]、辺野古基地建設は中断して沖縄県と協議すべき[38]。2014年の候補者アンケートでは、沖縄の負担軽減のため、地元に米軍基地を引き受けてもいいと思うと回答[42]。
- 中国は日本にとって脅威で[37]、中国や韓国に対してはより強い態度で臨むべき[38]。北朝鮮に対しては対話を優先すべき[36]。
- 2012年12月の時点で日本のTPP参加に反対し、国の戦略を組み立ててから協議すべきと主張していた[45]。
- 当面は財政再建より景気対策のための財政出勤を優先すべきで[37]、プライマリーバランス黒字化を2025年度から先延ばしすることはやむを得ないとしている[39]。2017年の候補者アンケートでは財政健全化のために国債発行を抑制すべきとしていたが[36]、2021年にはそれほど財政赤字を心配することはないとしている[37]。
- 消費税について、2015年10月に予定されていた8％から10％への引き上げを2017年4月に延期することには賛成[42]。増税時は軽減税率を導入するべきとした[42]。2017年には8％から10％への引き上げを予定通り行うべきで、長期的にはさらに増税が必要[36]としていた。2021年には、新型コロナ対策として一時的に10％から減税すべきとした[38][39]。
- 大企業や所得の多い人への課税強化に肯定的[37][39]。
- 幼児教育無償化や高等教育の負担軽減より、財政健全化や社会保障に予算を振り向けるべき[36]。高校、大学の無償化は所得制限をせずに行うべき[38]。自民党県議時代の2009年には、民主党政権が打ち出した子ども手当や高校無償化に対して否定的な見解を示していた[46]。
- 国の科学技術予算は多様な研究分野に広く配分すべき[43]。
- 年金、医療、介護などの社会保障について、国民負担を増やしても給付水準を維持すべき[38][43]。
- 雇用形態は「流動性」より「安定性」を重視すべき[43]。高度プロフェッショナル制度の導入に反対していた[35]。
- 原子力発電所は当面必要であり[38]、原子力規制委員会の審査に合格した原子力発電所は運転再開してよい[35][36]。しかし、原子力発電への依存度は下げていくべき[39][43]。将来的には原子力発電所を廃止し[35][38]、再生可能エネルギーを主力電源にすべき[39]。2030年の電源構成における原子力発電の占める割合は3%にすべき[47]。2012年には、原発の将来的な見直しを含め、地域ごとの事情に合わせた地方分権的なエネルギー政策が必要、としていた[45]。福島第一原発の処理水の海洋放出はやむを得ない[37]。
- 政府が温室効果ガス削減目標として2030年度までに13年比46％削減を掲げたことに肯定的[38]。
- 候補者や議席の一定数を女性に割り当てるクオータ制の導入に否定的[38][39]。国会議員の被選挙権年齢の引き下げに肯定的[36][38]。党議拘束を緩めることに肯定的[38]。
- 女性皇族が天皇になることに肯定的[38]。女性宮家の創設に肯定的[35]。
- 2017年当時、森友学園・加計学園問題への安倍内閣の対応に否定的[36]。2021年においても、政府はさらに調査や説明をすべきだと回答[38]。
- ヘイトスピーチの法規制に反対[42]。
- 首相の靖国神社参拝に否定的[42][36]。
- 村山談話、河野談話は見直すべき[42]。
- 小中学校における道徳の教科科に反対[42]。
- カジノの解禁に賛成[42][35]。
- 新型コロナの感染拡大防止のため、ロックダウン（都市封鎖）を法律で可能にすることに肯定的[38][39][43]。
- 2007年に初めて埼玉県議会議員選挙に当選した際は、政策の3本柱として「子育て・教育」「福祉」「市民活動」を掲げた[48]。
- 自民党所属の県議時代には、「八ッ場ダム建設事業の推進を求める埼玉県議会議員連盟」に所属していた[49]。

## 人物
- 2002年に結婚[5]。娘が3人いる[5]。
- 議員宿舎に部屋を持たず、選挙区にある自宅から国会に通っている[50]。
- 有限会社ナトーライフコンサルタント代表取締役[51]。
- 熊谷青年会議所に所属していた。2004年に委員長[5]。2007年に理事[8]。2011年に理事長[52][53]。2014年は日本青年会議所に出向し[54]、「たくましい国」日本創造会議議長を務めた[55][56]。
- 特定非営利法人NPOくまがや代表[57]。2005年に副代表[5]、2007年に理事を務めている[8]。
- 2012年の第46回衆議院議員総選挙には上述の経緯から無所属で出馬したが、「熊谷から国会議員を」と市内政財界から森田を支える動きが生じた[58]。このような支援者は「熊谷党」と呼ばれている[58]。2012年、2014年、2017年と選挙区では野中厚に敗れているが、熊谷市内の得票は森田が圧倒している[58][59]。また、森田自身は、自民党埼玉県連の現状を嫌う一部の自民党員から支援を受けていると語っている[60]。
- 民進党と希望の党が合流して（旧）国民民主党ができる際、関健一郎らと共に、新党名を「新党ゼロ」とすることを提案した[60][61]。
- （旧）国民民主党、（旧）立憲民主党などが合流した2020年新党代表・党名選挙において、泉健太の推薦人となった。2021年立憲民主党代表選挙でも、再び泉の推薦人となった[62]。
- JR総連から組織推薦候補として支援を受けている[63]。

## 旧統一教会との関係
安倍晋三銃撃事件以降統一教会と政治家との関係が注目を浴びたのを受け、立憲民主党は党内調査を行い統一教会及びその関連団体と接触があった議員8名のうちの1人とわかった。森田は「2018年、世界平和フォーラムという団体の会合参加を誘いを受け参加はしなかったもののメッセージを送った。統一教会との関係は認識していなかった」として今後統一教会及び関連団体とは付き合わないとした。

## 選挙歴
| 当落 | 選挙                   | 執行日         | 年齢 | 選挙区   | 政党       | 得票数     | 得票率 | 定数 | 得票順位 /候補者数 | 政党内比例順位 /政党当選者数 |
| ---- | ---------------------- | -------------- | ---- | -------- | ---------- | ---------- | ------ | ---- | ------------------ | ---------------------------- |
| 落   | 埼玉県議会議員選挙     | 2003年4月13日  | 28   | 北第7区  | 無所属     | 1万1850票  |        | 3    | 4/5                | /                            |
| 当   | 埼玉県議会議員選挙     | 2007年4月8日   | 32   | 北第6区  | 無所属     | 2万3010票  |        | 3    | 1/4                | /                            |
| 当   | 埼玉県議会議員選挙     | 2011年4月10日  | 36   | 北第6区  | 自由民主党 | 1万9331票  |        | 3    | 2/4                | /                            |
| 落   | 第46回衆議院議員総選挙 | 2012年12月16日 | 38   | 埼玉12区 | 無所属     | 5万5663票  | 26.98% | 1    | 2/6                | /                            |
| 落   | 第47回衆議院議員総選挙 | 2014年12月14日 | 40   | 埼玉12区 | 次世代の党 | 5万7299票  | 30.53% | 1    | 5/4                | 1/0                          |
| 比当 | 第48回衆議院議員総選挙 | 2017年10月22日 | 43   | 埼玉12区 | 希望の党   | 8万6007票  | 44.71% | 1    | 2/3                | 1/4                          |
| 当   | 第49回衆議院議員総選挙 | 2021年10月31日 | 47   | 埼玉12区 | 立憲民主党 | 10万2627票 | 51.03% | 1    | 1/2                | /                            |
| 当   | 第50回衆議院議員総選挙 | 2024年10月27日 | 50   | 埼玉12区 | 立憲民主党 | 10万3324票 | 57.49% | 1    | 1/2                | /                            |